# Severoanatolský zlom

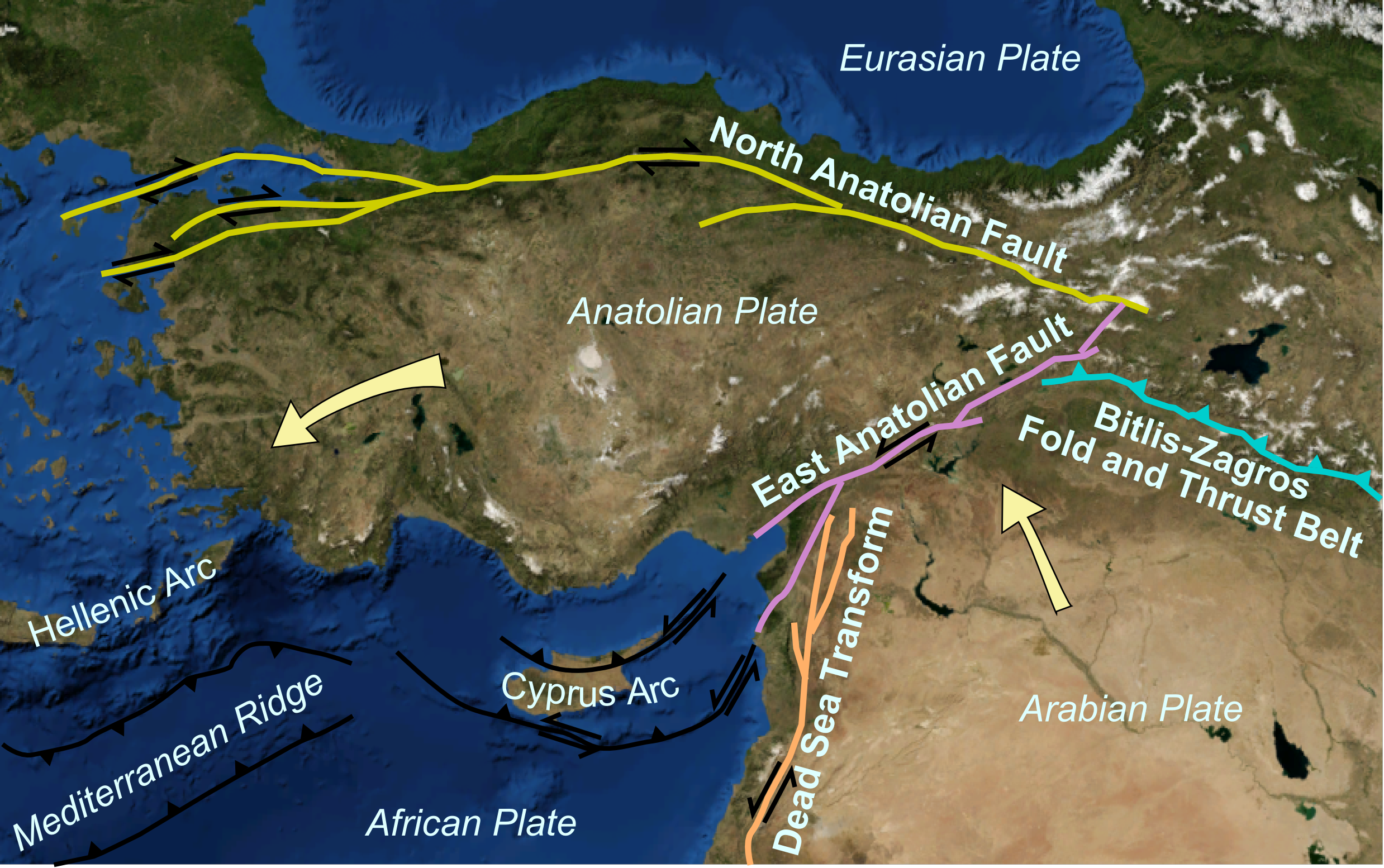
Snímek ukazuje oblast Malé Asie s vyznačeným Severoanatolským zlomem (žlutě) i se směrem pohybu

Severoanatolský zlom (turecky Kuzey Anadolu Fay Hattı) je aktivní pravostranný transformní zlom probíhající Tureckem oblastí Anatolie v délce 1200 km až 1400 km, který vzniká na rozhraní dvou litosférických desek: Eurasijské a Anatolské. Zlom se rozkládá od Východoanatolského zlomu západně, propagující přes severní Turecko do Egejského moře. Výsledkem pohybu na zlomu je vznik extenzivní pánve, tzv. pull apart basin, v podobě Marmarského moře.
Na zlomu probíhá aktivní pohyb, čímž vzniká řada různě silných zemětřesení způsobujících škody na majetku a na životech. Z dlouhodobého pohledu byl ve 20. století znatelný pohyb výskytu zemětřesení na zlomu směrem na západ. Výzkum historických zemětřesení naznačuje, že pohyb výskytu zemětřesení má rychlost okolo 50 km/rok západním směrem. S ohledem na tento pohyb panují značné obavy o bezpečnost téměř 13 milionového Istanbulu, který leží 20 kilometrů severně od zlomu, a ke kterému se postupně zemětřesení přibližují.